# مزهر ناجی الدلیمی
مزهر ناجی الدلیمی رهبر حزب پیشرو عراق آزاد، یک تشکل کوچک سیاسی بود که ۳ نامزد از جمله الدلیمی را برای انتخابات مجلس عراق در سال ۲۰۰۵ در استان انبار معرفی کرده‌است. 
پنج گروه وابسته به القاعده از جمله گروه تروریستی ابومصعب زرقاوی اردنی با «غیرمشروع» دانستن انتخابات مجلس عراق تهدید کرده بودند نامزدان انتخابات را به قتل خواهند رساند.
روز سه‌شنبه ۱۳ دسامبر ۲۰۰۵ مزهر ناجی الدلیمی رهبر سنی حزب پیشرو عراق آزاد که نامزد انتخابات مجلس عراق بود توسط مهاجمان ناشناس در استان انبار به قتل رسید. 
مزهر ناجی الدلیمی هنگامی که با خودرو و محافظش در شهر رمادی مرکز استان انبار رهسپار منزل مسکونی‌اش بود مورد حمله مهاجمان مسلح قرار گرفت. 
مهاجمان خودروی حامل الدلیمی را به گلوله بستند و او را به قتل رسانده و محافظش را مجروح کردند. 		

## منبع
جام‌جم آنلاین